# Bertok
Bertok je priimek v Sloveniji, ki ga je po podatkih Statističnega urada Republike Slovenije na dan 1. januarja 2010 uporabljalo 179 oseb in je med vsemi priimki po pogostosti uporabe uvrščen na 2.439. mesto.

## Znani slovenski nosilci priimka
- Ajda Bertok, ind. oblikovalka
- Benedikt Bertok, španski borec
- Biba (Bibijana) Bertok (*1941), industrijska oblikovalka (arhitektka)
- Danijel Bertok - Čerčil, sodelavec OF
- Darja Žgur-Bertok (*1954), biologinja
- Goran Bertok (*1963), fotograf in konceptualni umetnik
- Josip Bertok (1877-1955), učitelj na Koprskem
- Maja Bertok, modna oblikovalka
- Miran Bertok (1912 - ?), politični delavec, gospodarstvenik
- Olga Bertok (Treven-Bertok) (1935 - 2002), metodičarka slovenščine, 1.predstojnica PA/Kp
- Vili Bertok (*1954), zabavni glasbenik, tekstopisec

## Znani tuji nosilci priimka
- Mario Bertok (1929—2008), hrvaški mednarodni šahovski mojster